# 엘 빌랄 투레
엘 빌랄 투레(프랑스어: El Bilal Touré, 2001년 10월 3일 ~ )는 말리의 축구 선수이다. 그의 포지션은 스트라이커로, 현재 독일 분데스리가의 VfB 슈투트가르트에서 활약하고 있다.

## 클럽 경력

### 랭스
2020년 1월 3일, 투레는 랭스와 첫 프로 계약을 맺었다. 2020년 2월 1일, 그는 4-1로 이긴 앙제와의 리그 1 경기에서 프로 데뷔전을 치렀고, 선제골을 넣으며 데뷔골을 기록했다.

### 알메리아
2022년 9월 1일, 투레는 라리가의 알메리아와 6년 계약을 맺고 이적했다. 2023년 2월 26일, 그는 1-0으로 이긴 바르셀로나와의 경기에서 결승골을 넣었고, 알메리아는 바르셀로나를 상대로 클럽 역사상 첫 승리를 거두었다.

### 아탈란타
2023년 7월 29일, 투레는 세리에 A의 아탈란타와 계약을 맺고 이적했다. 언론 보도에 따르면 그의 이적료는 €30M으로 아탈란타 역사상 최고 이적료 기록이다.

## 국가대표팀 경력
투레는 말리 U-20 대표팀 일원으로 2019년 아프리카 U-20 네이션스컵에서 우승을 거두었다. 2020년 10월 9일, 그는 3-0으로 이긴 가나와의 친선 경기에서 말리 성인 대표팀 데뷔전을 치뤘고, 데뷔골을 기록했다.

## 수상 내역
말리 U-20
- 아프리카 U-20 네이션스컵: 2019